# Malacoscylus gonostigma
Malacoscylus gonostigma là một loài bọ cánh cứng trong họ Cerambycidae.